# Biểu tình Ecuador 2019
Biểu tình ở Ecuador 2019 là một loạt các cuộc biểu tình và bạo loạn diễn ra chống lại việc hủy bỏ nhiên liệu trợ cấp và các biện pháp điều chỉnh kinh tế khác được thông qua bởi Tổng thống Ecuador Lenín Moreno và chính quyền của mình.

## Bối cảnh

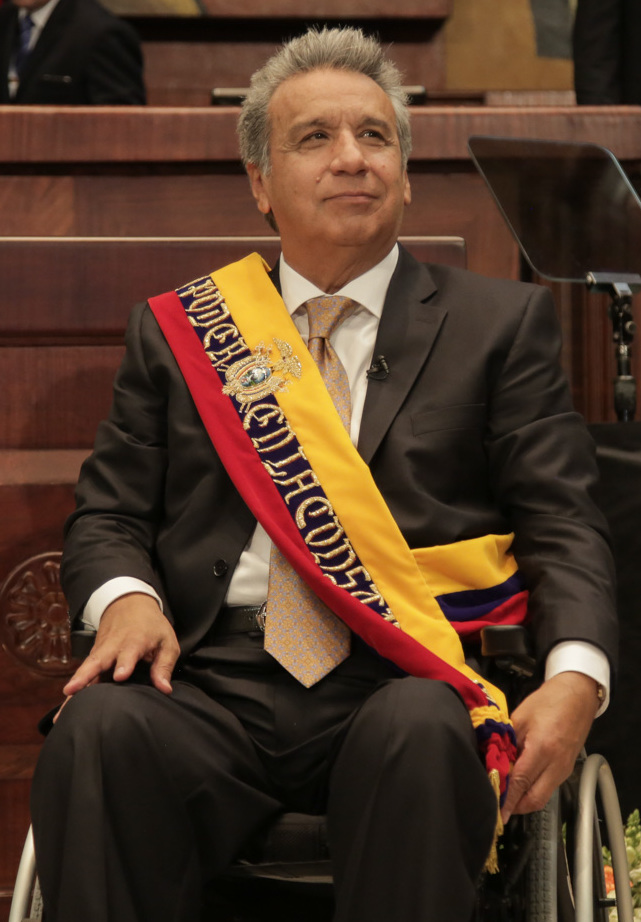
Lenín Moreno trong lễ nhậm chức năm 2017

Bắt đầu từ năm 2007, Tổng thống Rafael Correa đã thành lập "Cách mạng công dân", một phong trào theo chính sách dân túy, cánh tả. Correa đã có thể sử dụng quá nhiều dầu lửa năm 2010 để tài trợ cho các chính sách dân túy của mình, thiết lập các chương trình phúc lợi xã hội, giảm nghèo và tăng mức trung bình mức sống ở Ecuador. Những chính sách như vậy đã dẫn đến một cơ sở hỗ trợ phổ biến cho Correa, người được bầu lại vào vị trí tổng thống ba lần trong khoảng thời gian từ 2007 đến 2013. Correa cũng sử dụng sự hỗ trợ phổ biến của mình để thiết lập quyền lực cho chính mình, tăng kiểm duyệt ở Ecuador và loại bỏ các chức năng dân chủ trong chính phủ.
Tổng thống Lenín Moreno, phó tổng thống Correa, là được bầu vào năm 2017 về cam kết của Liên minh PAIS của ông để tiếp tục với các chính sách kinh tế dân túy của Tổng thống Correa. Correa dự định sử dụng Moreno làm người cai trị bù nhìn, với Moreno dự kiến sẽ tiếp tục với chủ nghĩa xã hội của thế kỷ 21 ở trong nước.
Trong những tuần sau cuộc bầu cử của mình, Moreno đã tránh xa chính sách của Correa  và chuyển Liên minh PAIS cánh tả sang trung dung, quay trở lại các thể chế dân chủ đã bị Correa xóa bỏ. Trong những thay đổi chính sách này, Moreno tiếp tục tự nhận mình là dân chủ xã hội. Lập luận rằng cần phải giữ cho Ecuador độc lập khỏi ảnh hưởng của nước ngoài, Moreno đã dẫn dắt Ecuador rời khỏi khối khu vực do Venezuela đứng đầu ALBA, làm cho đất nước bị chính quyền xã hội chủ nghĩa Nicolás Maduro.
Năm 2018, Moreno đã lãnh đạo Cuộc trưng cầu dân ý và tham vấn dân chúng ở Ecuador năm 2018, đã khôi phục giới hạn nhiệm kỳ tổng thống đã bị Correa xóa bỏ, về cơ bản cấm Correa có nhiệm kỳ tổng thống thứ tư trong tương lai. Vào tháng 7 năm 2018, một lệnh bắt giữ Correa đã được ban hành sau khi đối mặt với 29 cáo buộc cho các hành vi tham nhũng được thực hiện khi ông đang ở trong văn phòng, với Correa chạy trốn từ đất nước đến Bỉ.

## Diễn biến
Các cuộc biểu tình nổ ra vài giờ sau khi Tổng thống Lenín Moreno tuyên bố tạm thời chuyển các hoạt động của chính phủ từ thủ đô đến thành phố cảng Guayaquil.
Trong bài phát biểu trên truyền hình ngày 7 tháng 10, ông Moreno khẳng định sẽ không nhượng bộ về việc tăng giá nhiên liệu và cáo buộc các đối thủ của ông tìm cách đảo chính. Ông Moreno cho biết các khoản trợ cấp trị giá 1,3 tỷ USD của chính phủ hàng năm đã vượt quá khả năng chi trả. Việc loại bỏ các khoản trợ cấp, được giới thiệu vào những năm 1970, là một phần trong kế hoạch của ông nhằm củng cố nền kinh tế đang phát triển của Ecuador và giảm bớt gánh nặng nợ nần.
Ngày 12 tháng 10, thủ đô Quito và các vùng xung quanh dưới tình trạng giới nghiêm và kiểm soát quân sự. CONAIE - tổ chức đại diện cho các nhóm thổ dân chiếm 1/4 dân số của Ecuador, cho biết họ đồng ý đàm phán với chính phủ ông Moreno, sau khi bác bỏ đề nghị một ngày trước.
Ngày 13 tháng 10, Bộ Nội vụ Ecuador cho biết ít nhất hai phương tiện quân sự đã bị đốt cháy giữa tình trạng bất ổn hàng loạt ở thủ đô Quito. Quân đội tuyên bố sẽ dỡ bỏ lệnh giới nghiêm ở hầu hết thành phố, với việc hạn chế di chuyển ở một số khu vực của quận phía bắc.